# Malicorne-sur-Sarthe
Malicorne-sur-Sarthe is een gemeente in het Franse departement Sarthe (regio Pays de la Loire). De plaats maakt deel uit van het arrondissement La Flèche. Malicorne-sur-Sarthe telde op 1 januari 2022 1.881 inwoners.

## Geografie
De oppervlakte van Malicorne-sur-Sarthe bedroeg op 1 januari 2022 15,13 vierkante kilometer; de bevolkingsdichtheid was toen 124,3 inwoners per km².

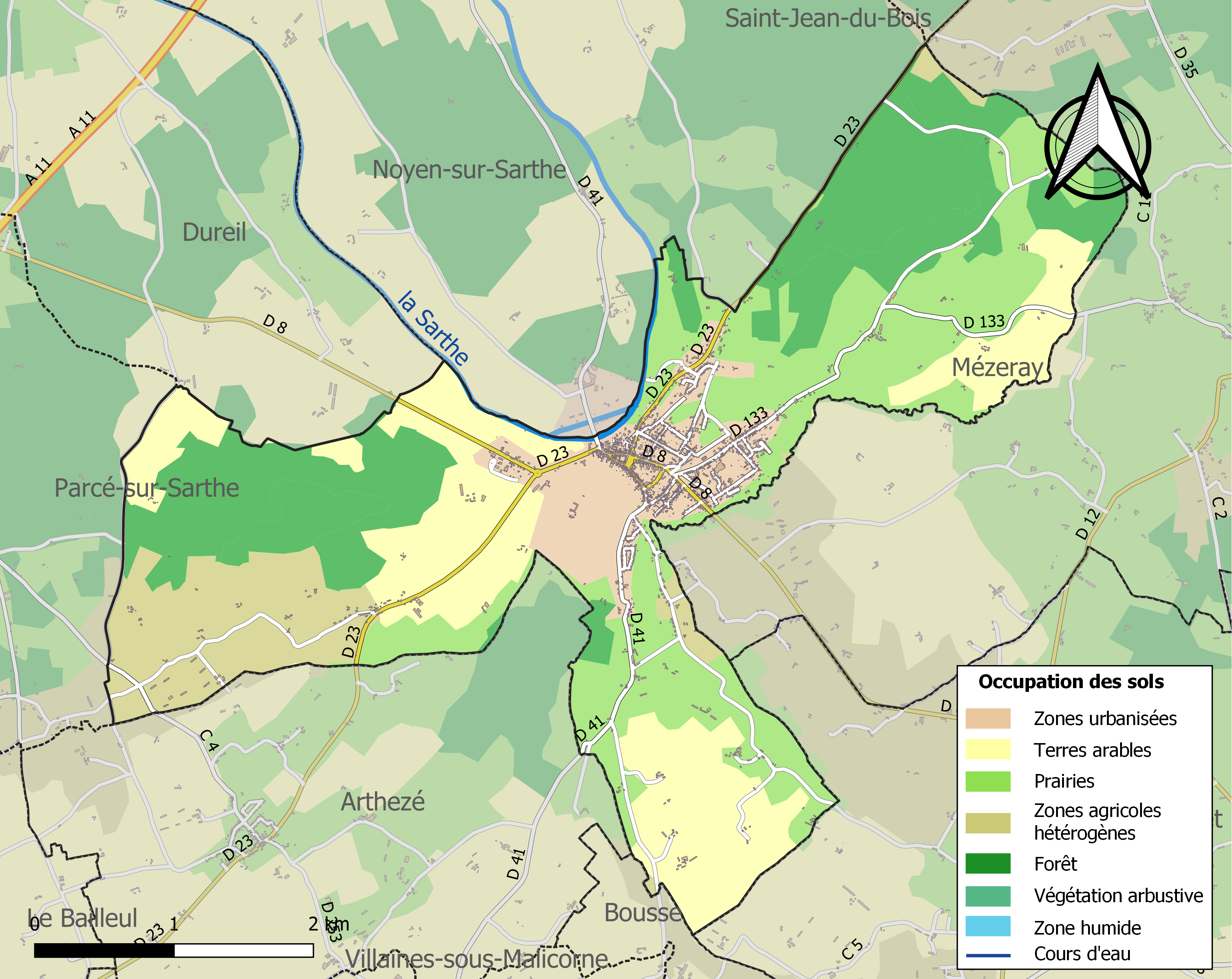
Kaart van de gemeente met de belangrijkste infrastructuur, bodemgebruik en omliggende gemeenten

## Demografie
Onderstaande figuur toont het verloop van het inwonertal (bron: INSEE-tellingen).